# Simonyi Professor for the Public Understanding of Science
Simonyi Professorship for the Public Understanding of Science är en lärostol på Oxfords universitet.  

## Listan av Simonyi Professorer
- 1995–2008: Richard Dawkins, biologi
- 2008–: Marcus du Sautoy, matematik